# Universitat de Roma III
La Universitat de Roma III (en italià: Università degli Studi Roma Tre) és la tercera universitat pública de Roma en termes cronològics i la segona en nombre d'estudiants inscrits.
El logotip de la Universitat està format per una porta estilitzada i per un triangle inserit en l'arc. Aquest logotip representa la Porta Sant Paolo i la Piràmide Cestia, llocs que es troben prop de la Universitat.

## Història
La Universitat va ser fundada en 1992 per satisfer la demanda d'educació superior que havia afectat la ciutat de Roma. El creixement va ser ràpid i s'ha passat de 7.000 estudiants (curs 1992/93) a 35.310 (curs 2015/16).
La universitat va ser creada amb l'objectiu de recuperar àrees industrials i productives abandonades o degradades, servint com a agent de recualificación urbana, i articulant les seves seus al voltant de la línia B del metro de Roma. La seva seu central se situa al barri Ostiense, en una antiga indústria d'automòbils Alfa Romeo, en les rodalies de la basílica de Sant Pablo.

## Organització

### Departaments i Escoles
- Escola de Ciències Econòmiques i Administratives
  - Departament d'Economia
  - Departament de Ciències de l'Administració
- Escola de Lletres, Filosofia i Idiomes
  - Departament de Filosofia, Comunicació i Espectacle
  - Departament de Llengües, Literatures i Cultures
  - Departament d'Humanitats
- Departament d'Arquitectura
- Departament de Jurisprudència
- Departament d'Enginyeria
- Departament de Matemàtiques i Física
- Departament de Ciències
- Departament de Ciències de l'Educació
- Departament de Ciències Polítiques

## Professors
- Luciano del Castell
- Andrea Riccardi
- Alessandro Figà Talamanca
- Luigi Ferrajoli

## Alumnat
- Noemi
- Virginia Raggi